# Clusia cupulata
Clusia cupulata är en tvåhjärtbladig växtart som först beskrevs av B. Maguire, och fick sitt nu gällande namn av B. Maguire. Clusia cupulata ingår i släktet Clusia och familjen Clusiaceae. Inga underarter finns listade i Catalogue of Life.